# Sonic the Hedgehog: Triple Trouble
Sonic the Hedgehog: Triple Trouble (angleško dobesedno Ježek Sonic: Trojne težave), na Japonskem znana kot Sonic & Tails 2 je igra franšize Ježek Sonic japonskega podjetja Sega, ki je izšla leta 1994 za konzolo Sega Game Gear.

## Zgodba
Po neznanem naključju se dr. Robotnik končno  dokoplje do vseh sedmih Smaragdov Kaosa. Ko jih kasneje poskusi uporabiti v svojem uničevalnem orožju se zgodi nesreča in smaragdi se razpršijo po vsem planetu, z izjemo rumenega, ki edini ostane pri Robotniku. Takoj se s polno hitrostjo odpravi poiskat izgubljene smaragde.
Robotniku sta za petami Sonic in Tails, ki doktorja poskušata ustaviti, njiju pa zasleduje Kljunati ježek Knuckles, katerega je Robotnik prepričal, da ne on, temveč Sonic in Tails želita ukrasti vse Smaragde Kaosa. Tretja "težava" v igri je Podlasec Nack, ki tudi išče smaragde, toda predvsem zaradi denarja. Sam se ne postavlja ne na eno, ne na drugo stran.
V zadnji coni, Atomskemu uničevalcu, se Sonic in Tails pomerita proti Robotniku v svoji 

## Potek igre
Igralec na začetku igre izbere Sonica oz. Tailsa. Z izbrano osebo igra vso igro.
Igra vsebuje šest con, razdeljene po tri dejanja.
Če igralec zaključi cono z vsaj 100 obroči bo takoj zatem poslan v posebno cono. Kot nagrado ob opravljeni coni bo prejel en Smaragd Kaosa.